# Colemere
Colemere – wieś w Anglii, w hrabstwie Shropshire, w dystrykcie (unitary authority) Shropshire. Leży 14 km od miasta Oswestry, 20,5 km od miasta Shrewsbury i 242,3 km od Londynu. W latach 1870–1872 miejscowość liczyła 192 mieszkańców. Colemere jest wspomniana w Domesday Book (1086) jako Colesmere.